# Timpano (strumento musicale)
In orchestra, il timpano (in inglese "kettledrum") è uno strumento musicale appartenente alla famiglia dei tamburi e, più precisamente, alla classe dei membranofoni a suono determinato. Viene suonato per mezzo di percussione diretta di battenti, le cui estremità presentano un'imbottitura per attutire il colpo. Produce un suono determinato, regolando la tensione della pelle attraverso meccanismi, modernamente azionati da pedali. Il fusto sul quale viene tesa la pelle è a "caldaia" e solitamente è in rame, in altre leghe metalliche o in materiali plastici.

## Caratteristiche

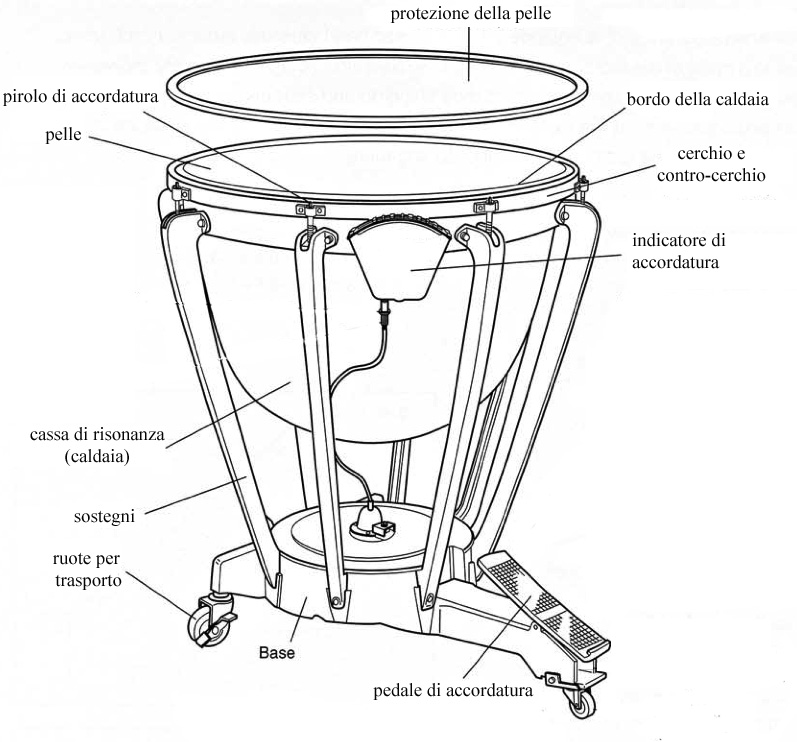
Parti del timpano

Il timpano viene suonato per mezzo di due battenti, generalmente a punta dura (feltro o altro materiale). In orchestra sono sempre presenti una coppia di due timpani (da cui il nome plurale), a volte in set comprendenti tre, quattro o più strumenti.
A differenza di molti tamburi, i timpani, come detto, sono strumenti che producono suoni ad altezza determinata (vedere: suono determinato). L'intonazione viene determinata dalla tensione della pelle: ogni strumento ha un'estensione che varia da una quinta ad un'ottava cromatica. La modifica dell'altezza viene effettuata oggi per mezzo di un pedale che agisce contemporaneamente su tutte le viti di tensione della pelle. Anticamente queste venivano avvitate o svitate manualmente una ad una, obbligando il timpanista (ed il compositore) a mantenere la stessa intonazione durante tutto un brano. L'uso del pedale e di un apposito quadrante graduato permettono una rapida intonazione dello strumento ed effetti di glissato. Anche nei timpani provvisti di pedale sono comunque presenti viti che permettono di mantenere la tensione della membrana equilibrata in tutti i punti.
I suoni vengono oggi notati in altezza reale in chiave di basso (talvolta senza accidenti in chiave). Anticamente si utilizzava una notazione convenzionale in cui il Do rappresentava la tonica ed il Sol la dominante del pezzo: la reale intonazione era indicata a chiare lettere all'inizio del brano.

## Utilizzo dei timpani

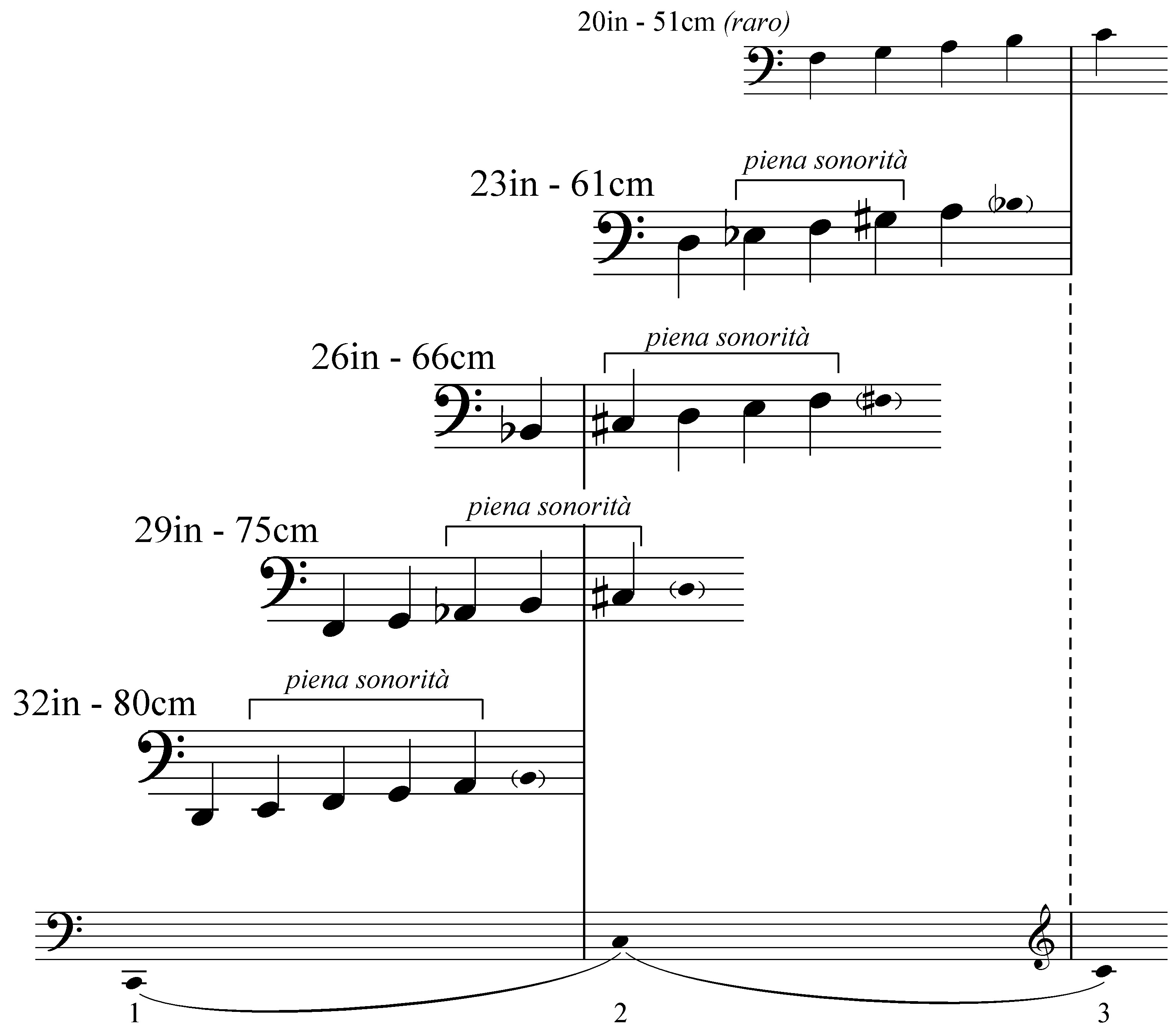
Estensione dei principali tipi di timpano

I timpani vengono prevalentemente usati nelle orchestre fin dal XVII secolo, sebbene fino alla fine del '700 abbiano avuto un ruolo piuttosto marginale in esse. Haydn fu tra i primi compositori ad inserire interventi ben articolati di timpani nelle sue sinfonie. La 103 viene definita "col rullo di timpani" appunto per l'importanza che ha questo strumento nel brano. In seguito fu però soprattutto Beethoven a sfoggiare nelle sue opere le doti espressive e potenti dello strumento, rivoluzionandone il ruolo e portandolo da mero accompagnamento in passaggi musicali numericamente limitati a strumento prominente nella struttura ritmica delle composizioni, andando così oltre l'uso programmatico e sfruttandone fino in fondo tutte le dinamiche e di conseguenza le possibilità sonore. Esempio è la sua celeberrima nona sinfonia. Nel secondo movimento, lo scherzo, troviamo gli interventi tematici del timpano a rispondere al resto dell'orchestra. Quattro lievi colpi di timpano fanno inoltre da apertura al suo concerto per violino e orchestra. Grazie all'esempio del compositore di Bonn, nel corso dell'Ottocento l'uso dei timpani nelle orchestre ha un forte incremento, così come l'introduzione delle altre percussioni. Nel novecento si ha l'esplosione: i timpani vengono usati da compositori quali Mahler, Sostakovic, Stravinskij, Bartok per esporre temi, ritmi e particolari sonorità. Tra le numerose composizioni in cui i timpani emergono in tutta la loro forza espressiva ricordiamo la fiaba musicale Pierino e il lupo di Sergej Prokof'ev, nell'imitazione degli spari dei cacciatori, la Sinfonia n. 11 di Dmitrij Sostakovic, in cui temi di intere sezioni sono affidate ai timpani, il Concerto per organo, orchestra e timpani di Francis Poulenc e il celebre inizio di Così parlò Zarathustra di Richard Strauss.
Al di fuori della musica classica, i timpani hanno trovato dignità anche in contesti meno impegnati. Probabilmente, uno degli esempi che vale la pena ricordare - nell'ambito della cultura popolare - è la musica d'apertura della storica serie a cartoni animati Gli Antenati. La canzone della sigla iniziale, intitolata "Meet the Flintstones" - la cui melodia si ispira parzialmente al 2º movimento della Sonata per pianoforte n. 17: "La Tempesta" di Beethoven - contiene un corposo assolo di timpani che espongono il celeberrimo tema degli Antenati. Un altro impiego dei timpani è nell'hard rock grazie a batteristi come Roger Taylor dei Queen. 
Il termine italiano timpani, in uso anche in altre lingue tra cui l'inglese, deriva attraverso il latino tympanum dal greco τύμπανον, ossia tamburo.
Il musicista che suona i timpani è il timpanista.